# 6246 Komurotoru
A 6246 Komurotoru (ideiglenes jelöléssel 1990 VX2) a Naprendszer kisbolygóövében található aszteroida. Fudzsii Tecuja és Vatanabe Kazuró fedezte fel 1990. november 13-án.